# Municipio de Porter (condado de Schuylkill)
El municipio de Porter (en inglés: Porter Township) es un municipio ubicado en el condado de Schuylkill en el estado estadounidense de Pensilvania. En el año 2000 tenía una población de 2.032 habitantes y una densidad poblacional de 43 personas por km².

## Geografía
El municipio de Porter se encuentra ubicado en las coordenadas 40°36′00″N 76°31′59″O / 40.60000, -76.53306.

## Demografía
Según la Oficina del Censo en 2000 los ingresos medios por hogar en la localidad eran de $36,957 y los ingresos medios por familia eran $43,684. Los hombres tenían unos ingresos medios de $31,418 frente a los $21,705 para las mujeres. La renta per cápita para la localidad era de $18,373. Alrededor del 5,9% de la población estaban por debajo del umbral de pobreza.